# David Zabriskie

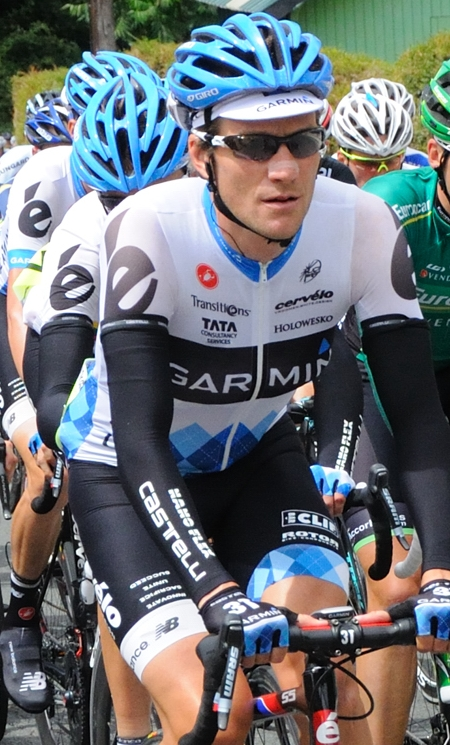
David Zabriskie, Tour de France 2011.

David Zabriskie, född 12 januari 1979 i Salt Lake City, Utah, är en amerikansk proffscyklist. Som enda amerikan har han vunnit etapper i alla de tre stora etapploppen Vuelta a España, Giro d'Italia och Tour de France.
Zabriskie kör sedan 2008 för det amerikanska stallet Garmin-Barracuda. Från 2001 till 2004 körde han för US Postal Service innan han fortsatte sin karriär i det danska ProTour-stallet Team CSC.
Han höll under 2005 års upplaga av Tour de France den gula ledartröjan fram till och med den fjärde etappen då han föll på lagtempoetappen 1200 meter före mål. Under sin seger i Tour de France, som var en tempoetapp, satte han fartrekord för tävlingen med en genomsnittshastighet på 54,676 km/h.
Zabriskie är sexfaldig amerikansk tempoloppsmästare. Han vann 2004, 2006, 2007, 2008, 2009 och 2011.

## Professionell
David Zabriskie förstod att han kunde bli professionell när han på juniorvärldsmästerskapen i San Sebastián 1997 slutade fyra. Två år senare började han tävla för det amerikanska stallet 7 UP-Colorado Cyclist och visade sin talang genom att vinna de amerikanska mästerskapens tempolopp för juniorer och senare för U23-cyklister. Han vann också U23-tävlingen i Grand Prix des Nations.

### 2001–2004
Zabriskie fortsatte sedan till stallet US Postal Service med vilka han blev professionell 2001. Säsongen 2003 var ett olycksår då han blev påkörd av en SUV och bröt ett ben och handleden. Han vann tempoloppet på de amerikanska mästerskapen 2004. Under året vann han också etapp 11 på Vuelta a España efter att ha varit i en soloutbryning under 162 kilometer av etappen.

### 2005–2007
Inför säsongen 2005 blev Zabriskie kontrakterad av det danska stallet Team CSC och vann etapp 8 på Giro d'Italia 2005. Under säsongen fick han bära den gula ledartröjan i Tour de France efter att han vunnit etapp 1 av loppet. Han förlorade tröjan efter lagtempot på etapp 4 där han föll med två kilometer kvar av etappen. Han skadade sig och var tvungen att lämna tävlingen efter etapp 9, med 11 kilometer körda. På etapp 8 slutade han sist av alla cyklister, över 51 minuter efter segraren Pieter Weening. När han var på väg att bli bättre efter olyckan så fick han en glasdörr på sin hand och säsongen 2005 var över för amerikanens del.
David Zabriskie blev tvåa på världsmästerskapens tempolopp 2006 efter schweizaren Fabian Cancellara. Under säsongen vann han också prologen och etapp 3 under Critérium du Dauphiné Libéré. Han blev också åter igen amerikansk tempomästare. Tillsammans med sina lagkamrater i Team CSC var Zabriskie med och vann etapp 1B på Settimana Internazionale Coppi e Bartali. De vann också Eindhovens lagtempo. David Zabriskie slutade trea på etapp 3 på Tour de Georgia efter landsmännen Floyd Landis och Tom Danielson.
Under säsongen 2007 vann Zabriskie de amerikanska tempomästerskapen för tredje gången i sin karriär. Tillsammans med Team CSC vann amerikanen också Eindhovens lagtempo.

### 2008–
Inför säsongen 2008 bytte David Zabriskie arbetsgivare och fortsatte sin karriär i det amerikanska stallet Garmin-Chipotle presented by H3O. I februari den säsongen vann han etapp 1 av Tour of the Bahamas. Senare under säsongen slutade han tvåa efter Fabian Cancellara på etapp 5 av Tirreno-Adriatico. Tillsammans med sitt nya stall vann han lagtempoetapper på Tour de Georgia och Giro d'Italia. Zabriskie vann i slutet av augusti de amerikanska tempomästerskapen för fjärde gången. I slutet av säsongen tog han bronsmedaljen i tempoloppet under världsmästerskapen i Varese efter tysken Bert Grabsch och den kanadensiske cyklisten Svein Tuft.
I februari 2009 slutade David Zabriskie trea på prologen av Tour of California bakom Fabian Cancellara och Levi Leipheimer. Senare under tävlingen slutade han tvåa på etapp 6, ett tempolopp, bakom Leipheimer. I mars slutade han trea på etapp 2 av Vuelta a Castilla y León bakom Levi Leipheimer och Alberto Contador. Zabriskie vann de amerikanska nationsmästerskapens tempolopp framför Tom Zirbel och Scott Zwizanski. I augusti slutade Zabriskie på andra plats på prologen av Tour of Utah bakom Brent Bookwalter. I september vann amerikanen etapp 5, ett tempolopp, av Tour of Missouri framför Gustav Larsson och Zirbel. Han tog också hem slutsegern i Tour of Missouri framför Larsson och Marco Pinotti.
2011 vann Zabriskie de amerikanska nationsmästerskapens tempolopp för sjätte gången. Han vann dessutom individuella tempoetapper på Romandiet runt och Tour of California, samt en lagtempoetapp på Tour de France.

## Stall
- 7 UP-Colorado Cyclist 2000
- US Postal Service 2001–2004
- Team CSC 2005–2007
- Garmin-Barracuda 2008–